# Ascidicolidae
Ascidicolidae é uma família de copépodes pertencentes à ordem Cyclopoida.
Géneros:
- Aplopodus Hesse, 1869
- Ascidicola Thorell, 1859
- Ceratrichodes Hesse, 1866
- Hypnoticus Wilson, 1924
- Lygephile Hesse, 1865
- Lygephilus Hesse, 1865
- Narcodina Wilson, 1924
- Podolabis Hesse, 1864
- Polyoon Hesse, 1878
- Styelicola Lützen, 1968